# Assedio di Vienna
L'assedio di Vienna nel 1529 costituì il primo tentativo dei musulmani dell'Impero ottomano, guidato dal Sultano Solimano il Magnifico, di espandersi a settentrione e conquistare la città di Vienna (Austria). L'assedio segnò il punto più elevato raggiunto dall'Impero ottomano e la fine della sua espansione nell'Europa centrale, malgrado a esso seguissero 150 anni di tensione e di incursioni, culminati nella battaglia di Vienna del 1683.
Alcuni storici credono che l'obiettivo principale di Solimano nel 1529 fosse quello di ristabilire il controllo ottomano sull'Ungheria, e che la decisione di attaccare Vienna così tardi nella stagione fosse opportunistica.

## Antefatti
Nell'agosto del 1526, il sultano Solimano I, conosciuto come Solimano il Legislatore o Solimano il Magnifico, sconfisse le truppe di re Luigi II d'Ungheria e Boemia nella battaglia di Mohács. Conseguentemente gli Ottomani presero il controllo della parte meridionale dell'Ungheria, mentre l'Arciduca di Austria, Ferdinando I d'Asburgo, fratello di Carlo V, reclamò il trono vacante ungherese che spettava di diritto a sua moglie, Anna Jagellone, sorella di Luigi II che non aveva avuto prole. Ferdinando, tuttavia, ebbe il riconoscimento come Re solo nell'Ungheria occidentale; un nobile di nome János Szapolyai, che aveva i suoi domini in Transilvania, nel nord-est dell'Ungheria, lo sfidò per la corona e fu riconosciuto come re da Solimano in cambio dell'accoglienza da parte sua dello status di vassallo all'interno dell'Impero Ottomano.
A seguito della Dieta di Bratislava il 26 ottobre, Ferdinando venne dichiarato Re d'Ungheria poiché aveva sposato la sorella di Luigi e anche perché sua sorella era la vedova di Luigi. Ferdinando cominciò a rafforzare le sue rivendicazioni sull'Ungheria e conquistò Buda. Queste vittorie ebbero breve vita e nel 1529, un contrattacco ottomano annullò rapidamente tutte le conquiste fatte da Ferdinando durante la sua campagna di guerra nel 1527 e nel 1528.

## Esercito ottomano
Nella primavera del 1529, Solimano raccolse un grande esercito nella Bulgaria ottomana, con l'obiettivo di assicurarsi il controllo dell'Ungheria e di ridimensionare la minaccia posta ai suoi nuovi confini da Ferdinando e dal Sacro Romano Impero. Vari storici hanno dato una stima delle forze di Solimano che va dai 120 000 a più di 300 000 uomini. Oltre ad unità di spahi (cavalleria leggera) e giannizzeri (fanteria d'élite dotata di artiglieria), l'esercito ottomano comprendeva un contingente di Moldavi e Serbi. Solimano agì da comandante supremo e in aprile scelse il suo Gran visir, un ex-schiavo greco chiamato Pargali Ibrahim Pascià, e gli conferì la qualifica di serasker (serraschiere), un comandante con poteri per dare ordini in nome del Sultano.
Solimano lanciò la sua campagna il 10 maggio 1529 e incontrò ostacoli fin dall'inizio. Le piogge primaverili, caratteristiche dell'Europa del sud-est, furono particolarmente pesanti quell'anno, provocando inondazioni in Bulgaria e rendendo parti del tragitto appena percorribili. Molte armi da fuoco di grosso calibro si impantanarono senza speranza di recupero e dovettero essere lasciate indietro e un gran numero di cammelli si perse.
Solimano arrivò a Osijek il 6 agosto. Il 18 agosto, sulla piana di Mohács si incontrò con una corposa forza di cavalleria guidata da János Szapolyai, che gli rese omaggio e lo aiutò a riconquistare alcune fortezze perse con la battaglia di Mohács a favore degli Austriaci, compresa Buda, che cadde l'8 settembre. L'unica resistenza arrivò da Bratislava, dove la flotta turca venne bombardata appena salpata nel Danubio.

## Misure difensive

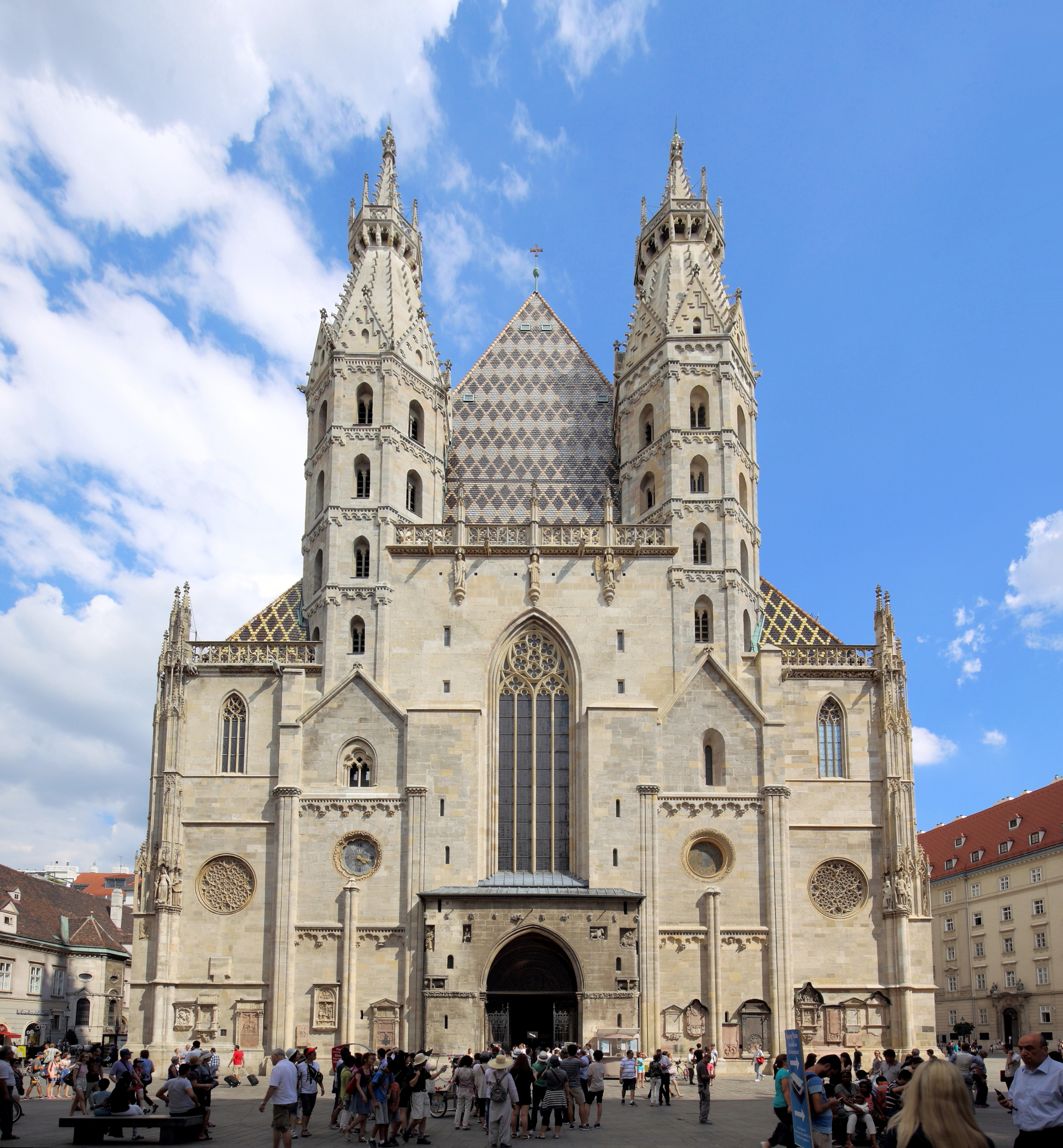
La Cattedrale di Santo Stefano a Vienna.

Mentre gli Ottomani avanzavano, coloro che erano all'interno di Vienna preparavano la resistenza: la loro determinazione aumentò a causa delle notizie del massacro del presidio di Buda all'inizio di settembre. Ferdinando I si era ritirato e messo in salvo nella Boemia asburgica e chiese aiuto a suo fratello, l'Imperatore Carlo V, il quale era però troppo impegnato dalla sua guerra contro la Francia per concedere più di poca parte della fanteria spagnola alla causa. L'abile Maresciallo d'Austria, Wilhelm von Roggendorf, assunse il controllo della guarnigione, mentre il comando delle operazioni venne affidato al settantenne mercenario tedesco Nicola di Salm, che si era distinto nella battaglia di Pavia nel 1525.
Nicola di Salm arrivò a Vienna alla testa di una forza di supporto che comprendeva Lanzichenecchi (dei picchieri mercenari tedeschi) e moschettieri spagnoli, e iniziò a puntellare le mura, vecchie di trecento anni, che circondavano la Cattedrale di Santo Stefano, vicino alle quali stabilì il suo quartier generale. Per assicurarsi che la città potesse resistere a un lungo assedio egli bloccò le quattro porte della città e rinforzò le mura (che in alcuni punti erano spesse meno di due metri) e fece erigere bastioni terrestri e un baluardo più interno, abbattendo gli edifici dove necessario.

## Assedio

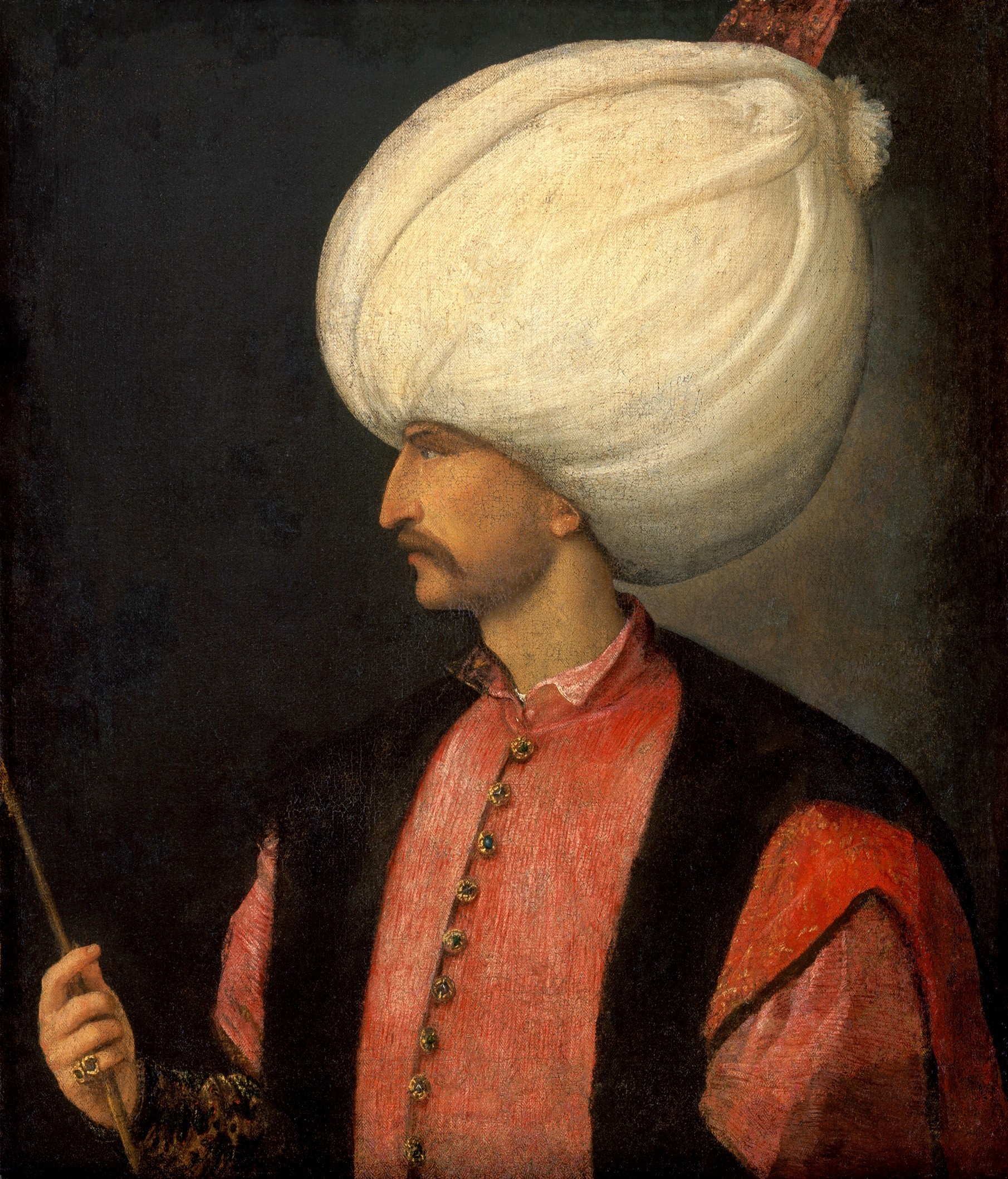
Il Sultano Solimano I il Magnifico

L'esercito ottomano, che arrivò verso la fine di settembre a Vienna, si era assottigliato nella lunga avanzata nei territori austriaci, lasciando così Solimano a corto di cammelli e di armi pesanti. Gran parte delle sue truppe arrivò a Vienna in un pessimo stato di salute, dopo aver affrontato le privazioni della lunga marcia e, fra quelli idonei a combattere, un terzo era parte della cavalleria leggera, o sipahi, inadatti per operazioni d'assedio. Il sultano inviò degli emissari (tre prigionieri austriaci vestiti riccamente) per negoziare la resa della città; Nicola di Salm rimandò indietro tre musulmani ben vestiti senza una risposta. L'artiglieria di Solimano allora iniziò a martellare le mura della città, ma non riuscì a danneggiare in modo significativo i terrapieni difensivi austriaci; ai suoi arcieri andò un po' meglio, rivelandosi per lo meno molesti.
Quando l'esercito ottomano si mise in posizione, il presidio austriaco fece i primi tentativi per arrestare lo scavo dal basso di trincee e buche per mine, in un caso riuscendo quasi a catturare Ibrahim Pascià. Gli Austriaci scovarono e fecero esplodere diverse mine, e il 6 ottobre inviarono 8 000 soldati per attaccare le operazioni di scavo ottomane, riuscendo a distruggere molte mine ma subendo gravi perdite, quando la calca impedì loro la ritirata all'interno della città.
L'11 ottobre piovve ancora e, con il fallimento della strategia di piazzare mine, le possibilità di una rapida vittoria ottomana si affievolirono col passare del tempo. Inoltre i Turchi stavano esaurendo il foraggio per i loro cavalli e gli infortuni, le malattie e le diserzioni iniziarono a diradare le loro file. Perfino l'élite dei Giannizzeri manifestò il proprio scontento riguardo allo stato della spedizione. In risposta a questi fattori Solimano non ebbe altra alternativa che pensare alla ritirata: egli tenne un consiglio di guerra il 12 ottobre in cui si decise di tentare un ultimo attacco, con ricompense extra offerte alle truppe. Tuttavia, anche questo assalto venne respinto, poiché ancora una volta gli archibugi e le lunghe picche degli Austriaci riuscirono a tenere fuori i Turchi. Il 14 ottobre, dopo il fallito assalto contro la città, giunse una forte nevicata che ricoprì il campo di battaglia e convinse definitivamente Solimano a levare l’assedio: questo fatto straordinario fu interpretato dai difensori come un intervento divino. La stessa notte si udirono grida dall'accampamento turco: erano le grida dei prigionieri che venivano uccisi dagli Ottomani prima di andarsene. Alcuni dei difensori che avevano previsto solo la resa interpretarono la loro liberazione come un miracolo.

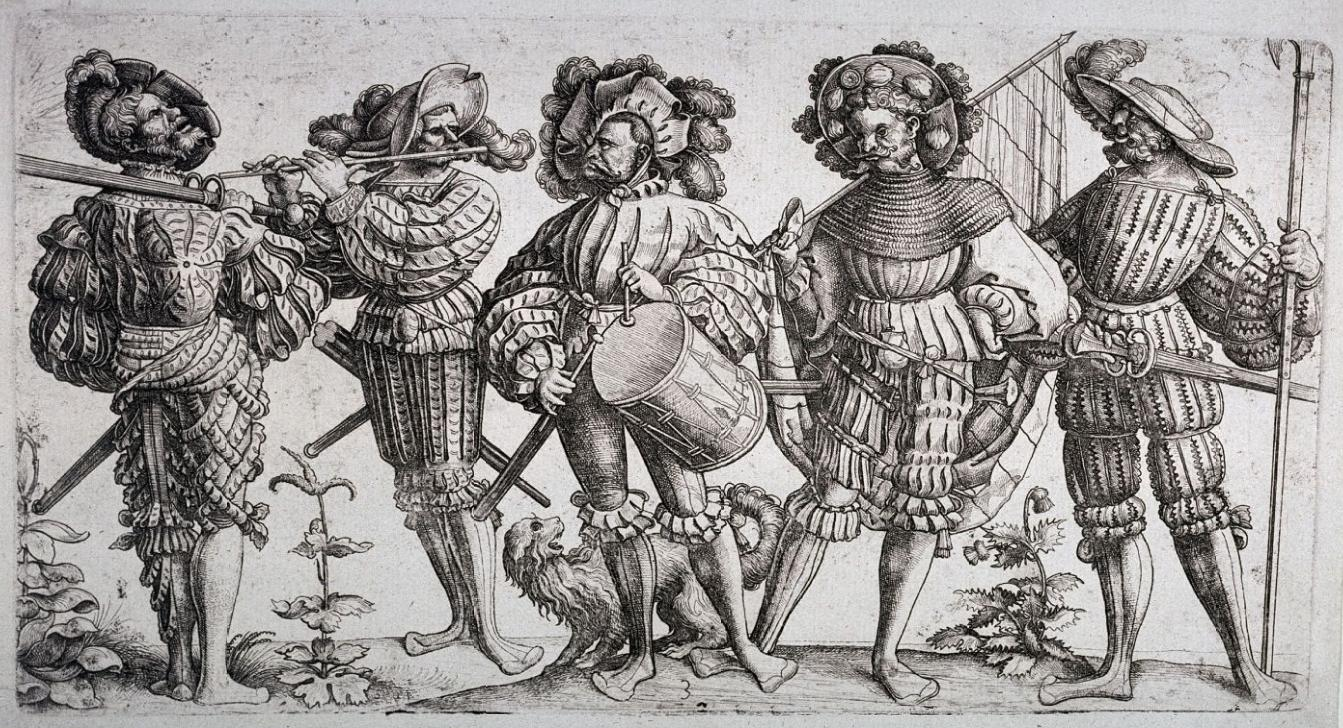
Lanzichenecchi, 1530

Pesanti nevicate fuori stagione resero la ritirata turca un disastro: durante questa infatti vennero perse molte salmerie e pezzi di artiglieria. La flotta fluviale turca venne nuovamente attaccata a Bratislava, e si ritiene che siano morti più turchi che assalitori nelle piccole battaglie lungo il percorso di ritorno.

## Conseguenze
Alcuni storici ipotizzano che l'assalto finale di Solimano non fu organizzato necessariamente per prendere la città ma per causare più danni possibili e indebolirla in vista di un attacco successivo: una tattica che aveva già impiegato a Buda nel 1526. Egli guidò la sua campagna seguente nel 1532 ma venne speso troppo tempo attaccando il forte di Kőszeg nell'Ungheria occidentale e l'esercito non arrivò nuovamente a Vienna, dal momento che l'inverno era vicino e Carlo V, allarmato per la vulnerabilità di Vienna, aveva riunito 80 000 soldati. Così, invece di portare a termine l'assedio programmato, l'esercito invasore si ritirò distruggendo la Stiria. Le due campagne dimostrarono che Vienna era situata al limite estremo della capacità logistica ottomana. L'esercito ebbe bisogno di passare l'inverno a Costantinopoli in modo tale che le truppe potessero occuparsi dei loro feudi e reclutare soldati per la campagna dell'anno successivo.
La ritirata di Solimano non fu però un fallimento totale. La campagna sottolineò il controllo ottomano dell'Ungheria meridionale e si lasciò alle spalle grandi distruzioni nell'Ungheria asburgica e in quelle terre austriache che aveva devastato per compromettere la capacità di Ferdinando di allestire un contrattacco immediato. L'obiettivo di Solimano fu quello di consolidare le conquiste del 1526 e insediare il regno fantoccio di János Szápolyai da utilizzare come cuscinetto contro il Sacro Romano Impero.
L'invasione e il suo culminante assedio, comunque, fecero pagare un duro prezzo a entrambi gli schieramenti, con decine di migliaia di soldati e civili morti e altre migliaia ridotte in schiavitù. Esso segnò la fine dell'espansione degli Ottomani verso il centro dell'Europa e molto probabilmente l'inizio del loro lungo declino come potenza dominante del mondo rinascimentale. "La liberazione di Vienna da parte di una coraggiosa guarnigione sotto il controllo del conte Nicola di Salm nel 1529 - suggerisce lo storico Rolf Adolf Kann - è stata probabilmente una conquista più grande, sebbene meno spettacolare, della liberazione che cinque generazioni dopo venne portata in gran parte grazie agli sforzi di un esercito piuttosto grande, composto da forze combinate imperiali e polacche".
Ferdinando I fece erigere un monumento funerario per Nicola di Salm — che era stato ferito durante l'ultimo assalto ottomano ed era morto il 4 maggio 1530 — per esprimere la sua gratitudine nei confronti del difensore di Vienna. Questo sarcofago rinascimentale è ora in mostra nel battistero della Votivkirche a Vienna. Il figlio di Ferdinando, Massimiliano II, costruì in seguito la residenza estiva di Neugebaeude sul luogo in cui si dice che Solimano avesse piantato la sua tenda.